# Magnum Rolle
Magnum Rolle (Freeport, 23 febbraio 1986) è un ex cestista bahamense.

## Carriera
È stato selezionato dagli Oklahoma City Thunder al secondo giro del Draft NBA 2010 (51ª scelta assoluta).